# Smidjegrav Arena
Die Smidjegrav Arena ist eine Eissporthalle in der schwedischen Stadt Mora, Dalarnas län. In der Halle trägt der Eishockeyclub Mora IK seine Heimspiele aus. Die Halle wurde im Oktober 1969 eröffnet und bietet Platz für 4500 Zuschauer.

## Geschichte und Nutzung
Die Eishalle wurde am 6. Oktober 1967 unter dem Namen Mora Ishall mit einem Spiel gegen den Rögle BK eingeweiht.
37 Jahren später, nach dem sportlichen Aufstieg des Mora IK in die Elitserien, wurde die Halle innerhalb von 162 Tage umgebaut, um den Kriterien der höchsten Spielklasse gerecht zu werden. Das erste Spiel in der sanierten Eishalle wurde am 20. September 2004 zwischen Mora IK und Färjestad BK ausgetragen und endete 1:1. Im Rahmen des Umbaus stieg die Zuschauerkapazität von etwa 4250 auf 4514 Zuschauer.
Zeitgleich zum Umbau übertrug die Gemeinde Mora das Eigentum an der Eishalle für 1 schwedische Krone an die neu gegründete Mora IK Fastighets AB. Der Umbau wurde durch ein Darlehen der Gemeinde Mora in Höhe von 23 Millionen Kronen ermöglicht.
Umgangssprachlich wird die Eishalle nach dem Ort, an dem sie errichtet wurde, Smidjegrav genannt. Zwischen 2004 und 2015 hieß die Eishalle aufgrund eines Sposnoring-vertrags FM Mattsson Arena. Zum Jahreswechsel 2006/2007 wurde die Eishockey-Weltmeisterschaft der U20-Junioren 2007 in der Arena ausgetragen.
Am 26. Juni 2015 änderte die Arena ihren Namen in Smidjegrav Arena. Zwischen 2017 und 2020 hielt die Firma Ejendals die Namensrechte an der Eishalle und hieß in diesem Zeitraum Jalas Arena. Seit dem 1. Mai 2020 heißt die Arena wieder Smidjegrav Arena.

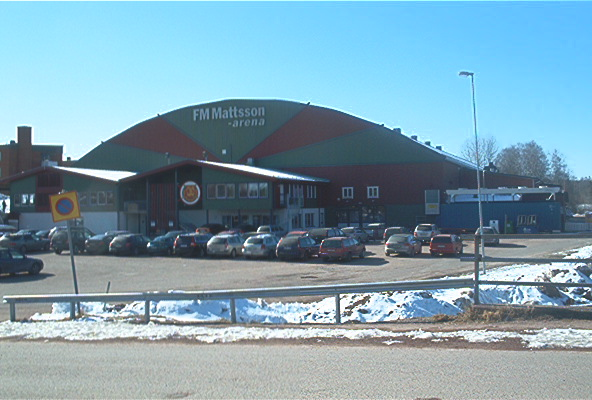
Außenansicht 2009
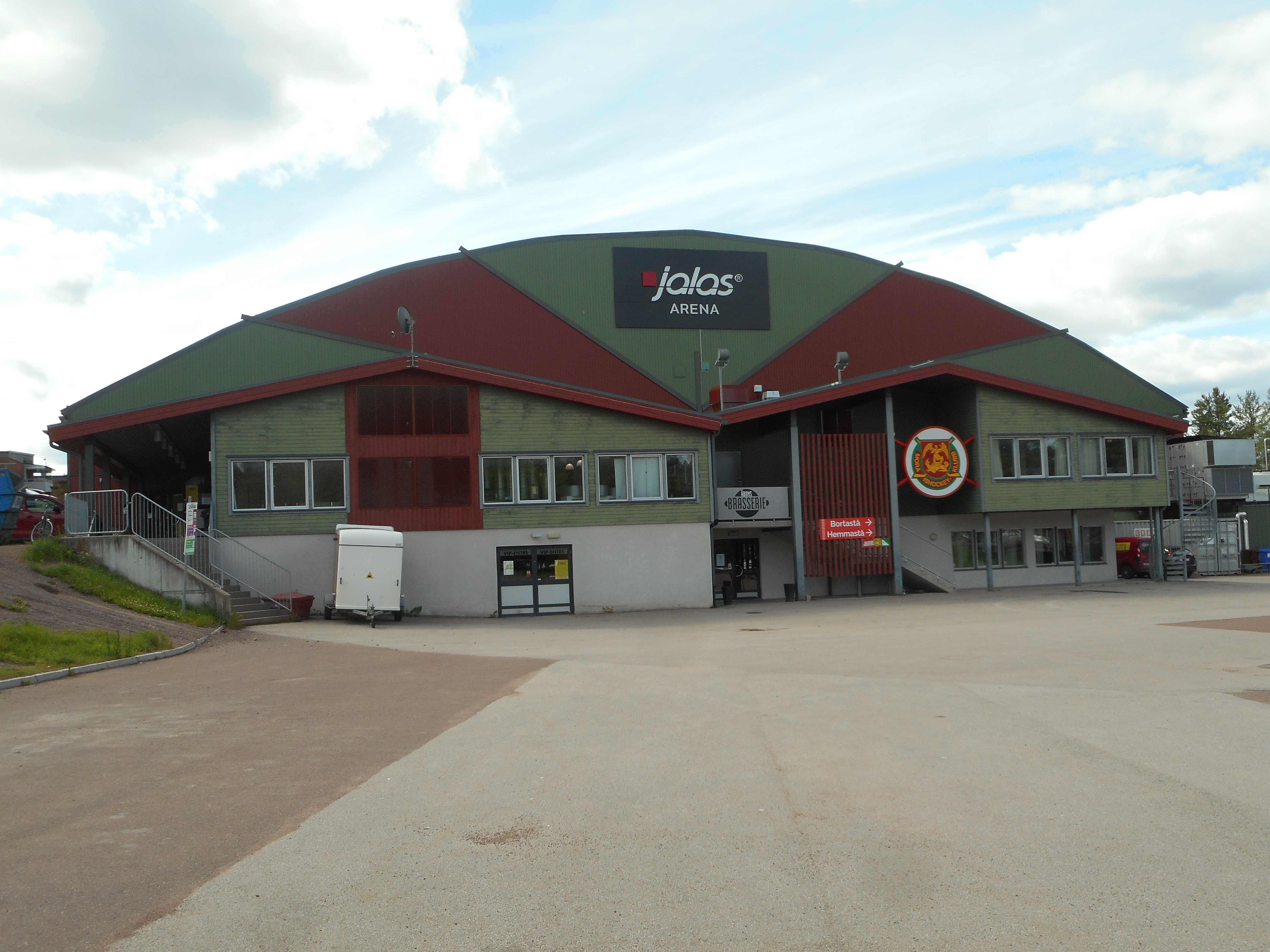
Außenansicht 2019